# Marcelo Rebelo de Sousa
Marcelo Nuno Duarte Rebelo de Sousa, född 12 december 1948 i Lissabon, är en portugisisk politiker. Han är Portugals president sedan 9 mars 2016.
Marcelo Rebelo de Sousa är utbildad jurist från Lissabons universitet och har varit ledamot av Assembleia da República för de borgerliga Socialdemokraterna (PSD) 1975–1976, partiledare för Socialdemokraterna (PSD) 1996–1999 samt minister för parlamentariska frågor 1982–1993.
Marcelo ställde upp i presidentvalet 2016, bland tio kandidater, och vann med ca 52% av rösterna. Han tillträdde sitt ämbete den 9 mars 2016.
I januari 2021 blev Portugals sittande president Marcelo Rebelo de Sousa omvald. Han fick 61,6 procent av rösterna på första omgången.

## Utmärkelser

### Portugisiska
Som Portugals president är Rebelo de Sousa alla portugisiska ordnars stormästare. Tre av dessa har förenats till tre ordnars band som fungerar också som ämbetets symbol.
- Tre ordnars band (2016)
- Torn- och svärdsorden (2021)[9]
- Henrik Sjöfararens orden (2005)[9]
- Jakobs Svärdsorden (1994)[9]

### Utländska
- Österrikiska förtjänstorden (Österrike, 2019)
- Leopoldsorden (Belgien)[10]
- Terra Mariana-korsets orden (Estland, 2019)[11]
- Hederslegionen (Frankrike, 2016)
- Frälsarens orden (Grekland, 2017)
- Italienska republikens förtjänstorden (Italien, 2017)[12]
- Nassauska Gyllene lejonets orden (Luxemburg, 2017)
- Maltas förtjänstorden (Malta, 2018)
- Mexikanska Aztekiska Örnorden (Mexiko, 2017)[13]
- Nederländska Lejonorden (Nederländerna, 2017)
- Nationella förtjänstorden (Paraguay, 2017)
- Solorden (Peru, 2019)
- Republiken Serbiens orden (Serbien, 2019)
- Isabella den katolskas orden (Spanien, 2016)[14]
- Karl III:s orden (Spanien, 2018)[15]
- Piusorden (Vatikanen, 2016)
- Östtimors orden (Östtimor, 2022)[16]
- Tre Stjärnors orden (Lettland, 2023)[17]
- Vita örnens orden (Polen, 2023)
- Chilenska förtjänstorden (Chile, 2017)
- Makarios III:s orden (Cypern, 2022)

Källa: